# Lone Star (1996)
Lone Star (bra: Lone Star - A Estrela Solitária; prt: Um Corpo no Deserto ou Lone Star - Um Corpo no Deserto) é um filme norte-americano de 1996 do gênero drama, dirigido por John Sayles  e estrelado por Kris Kristofferson e Matthew McConaughey.

## Sinopse
Sam Deeds, xerife de uma pequena cidade texana, encontra um cadáver no deserto. Suas investigações levam-no a conhecer melhor o caráter de seu pai, Buddy Deeds, o ex-xerife (já morto) que substituiu o corrupto Charlie Wade. Enquanto tenta resolver o caso, Sam também procura realimentar seu romance com Pilar, uma mexicana com quem estudara na infância.[carece de fontes?]

## Principais premiações
| Patrocinador                                            | Prêmio       | Categoria                                                                                        | Situação |
| ------------------------------------------------------- | ------------ | ------------------------------------------------------------------------------------------------ | --- |
| Academia de Artes e Ciências Cinematográficas           | Oscar        | Melhor Roteiro Original                                                                          | Indicado[carece de fontes?]                                                                                     |
| Associação de Correspondentes Estrangeiros de Hollywood | Golden Globe | Melhor Roteiro - Cinema                                                                          | Indicado[carece de fontes?]                                                                                     |
| British Academy of Film and Television Arts             | BAFTA        | Melhor Roteiro Original                                                                          | Indicado[carece de fontes?]                                                                                     |
| National Board of Review                                | NBR          | Prêmio Especial pela Excelência Cinematográfica                                                  | Escolhido[carece de fontes?]                                                                                    |
| Sindicato dos Roteiristas Norte-Americanos              | WGA          | Melhor Roteiro Escrito para o Cinema                                                             | Indicado[carece de fontes?]                                                                                     |
| Film Independent                                        | Spirit       | Melhor Filme Melhor Ator (Chris Cooper) Melhor Atriz Coadjuvante (Elizabeth Peña) Melhor Roteiro | Indicado[carece de fontes?] Indicado[carece de fontes?] Vencedor[carece de fontes?] Indicado[carece de fontes?] |

## Elenco
| Ator/Atriz          | Personagem          |
| ------------------- | ------------------- |
| Kris Kristofferson  | Charlie Wade        |
| Matthew McConaughey | Buddy Deeds         |
| Chris Cooper        | Sam Deeds           |
| Elizabeth Peña      | Pilar Cruz          |
| Joe Morton          | Delmore Payne       |
| Clifton James       | Hollis Pogue        |
| Frances McDormand   | Bunny               |
| Ron Canada          | Otis                |
| Jeff Monahan        | Hollis quando jovem |
| Tay Strathairn      | Sam quando jovem    |
| Gabriel Casseus     | Otis quando jovem   |